# (2097) Galle
(2097) Galle es un asteroide que forma parte del cinturón de asteroides y fue descubierto por Karl Wilhelm Reinmuth desde el Observatorio de Heidelberg-Königstuhl, Alemania, el 11 de agosto de 1953.

## Designación y nombre
Galle se designó al principio como 1953 PV.
Posteriormente, en 1991, fue nombrado en honor del astrónomo alemán Johann Gottfried Galle (1812-1910), descubridor de Neptuno.

## Características orbitales
Galle está situado a una distancia media de 3,13 ua del Sol, pudiendo acercarse hasta 2,321 ua y alejarse hasta 3,938 ua. Tiene una excentricidad de 0,2583 y una inclinación orbital de 4,381 grados. Emplea en completar una órbita alrededor del Sol 2022 días.

## Características físicas
La magnitud absoluta de Galle es 11,9 y el periodo de rotación de 7,31 horas.